# CHiPs
CHiPs (conocida en Hispanoamérica como CHiPs Patrulla Motorizada o Patrulla Motorizada) es una serie de televisión emitida desde septiembre de 1977 a junio de 1983 por la cadena estadounidense NBC y en 1998 fue filmada una película con el nombre de CHiPs 99, donde el reparto estaba compuesto por los actores originales de la serie cumpliendo funciones de superiores. En 2017 se realizó la adaptación CHiPs: patrulla motorizada recargada con la actuación principal y dirección de Dax Shepard y actuación principal de Michael Peña también con Vincent D'Onofrio, Adam Brody, Rosa Salazar, Vida Guerra y Kristen Bell en papeles secundarios.

## Trama
La serie aborda los años en servicio de los policías motorizados Jonathan "Jon" Baker (Larry Wilcox) y Francis Llewelyn "Ponch" Poncherello (Erik Estrada), miembros de la Patrulla de Caminos de California (California Highway Patrol en inglés) que se veían envueltos en situaciones por las que suelen pasar los policías (persecuciones, rescates, detención de delincuentes, etc.) siempre a bordo de sus motocicletas, una característica que hasta el día de hoy los hace recordados. Eran supervisados por el sargento Joseph "Joe" Geatrer (Robert Pine) y también coordinados con otros policías miembros de la Patrulla de Caminos de California como los oficiales Barry Baricza (Brodie Greer), Arthur "Grossie" Grossman (Paul Linkee), Jebediah Turner (Michael Dorn) y Sindy Cahill (Brianne Leary).

## La Palabra CHiPs
El nombre es producto de las siglas de la California Highway Patrols, aunque la sigla que identifica a esta institución es CHP, pero al estar protegida por derechos de autor, le agregaron una i y una s en el nombre de la serie.

## Los últimos años de programa
En 1982, Larry Wilcox abandona la serie, algunos dicen que producto de las discusiones con el coprotagonista Erik Estrada[cita requerida]. La salida de Wilcox genera en la búsqueda de otro protagonista rubio (muy común en las series de los años 70s y principio de los 80s, el tener a dos protagonistas, uno rubio y uno moreno), y la responsabilidad recayó en Tom Reilly quien dio vida en las dos últimas temporadas a Bobby "Hot Dog" Nelson. A ellos se les une el cadete Bruce Nelson (Bruce Penhall), hermano de Bobby.

## Reparto
| Actor                      | Personaje                                    |
| -------------------------- | -------------------------------------------- |
| Larry Wilcox               | Agente Jonathan "Jon" Baker                  |
| Erik Estrada               | Agente Francis Llewellyn 'Ponch' Poncherello |
| Robert Pine                | Sargento Joseph "Joe" Geatrer                |
| Brodie Greer               | Agente Barry Baricza                         |
| Paul Linke                 | Agente Arthur "Grossie" Grossman             |
| Michael Dorn               | Agente Jebediah Turner                       |
| Brianne Leary              | Agente Sindy Cahill                          |
| Lou Wagner                 | Mecánico Harlan Arliss                       |
| Clarence Gilyard Jr.       | Oficial Benjamin Webster                     |
| Tom Reilly                 | Agente Bobby "Hot Dog" Nelson                |
| Bruce Penhall              | Cadete Bruce Nelson                          |
| Randi Oaks                 | Agente Bonnie "CamelToe" Clark               |
| Tina Gayle                 | Agente Kathy Linahan                         |
| Garland Crook              | Tipo con dos cabezas                         |
| Skirvy Cocker              | Wallace Knob                                 |
| Rosa Salazar               | Agente "Ava Perez"                           |
| Bruce Jenner/Catlyn Jenner | Agente Steve McLeish                         |

## Código
Cada oficial se caracterizaba por tener un código personal cuando se comunicaban por radio, a continuación el código de cada personaje de la serie.
- Frank Poncharello: 7 Mary 4 (en las últimas temporada cambia a 15 Mary 6)
- Jon Baker: 7 Mary 3
- Joe Geatrer: S 4
- Barry Baricza: 7 Adams
- Arthur Grossman: 7 Mary 5
- Jebediah Turner: 7 David
- Sindy Cahill: 7 Charles
- Bobby Nelson: 15 Mary 7
- Bruce Nelson: 15 Mary 8
- Kathy Linahan: 7 Mary 10
- Bonnie Clark: 7 Charles CamelToe

## Película de TV
- 1998: CHiPs '99